# Saison 5 de Las Vegas
Chronologie
Saison 4
Cet article présente le guide des épisodes de la cinquième saison de la série télévisée Las Vegas.

## Distribution

### Acteurs principaux
- Josh Duhamel (V. F. : Alexis Victor) : Danny McCoy
- James Lesure (V. F. : Christophe Peyroux) : Mike Cannon
- Vanessa Marcil (V. F. : Dominique Westberg) : Samantha « Sam » Jane Marquez
- Molly Sims (V. F. : Caroline Delauney) : Délinda Deline
- Tom Selleck : A.J. Cooper

### Acteurs récurrents
- Mitch Longley (V. F. : Frédéric Darie puis Gérard Chergui) : Mitch Sassen
- Suzanne Whang : Polly
- Camille Guaty : Piper Nielson
- Malaya Rivera Drew : Shanon, agent de surveillance
- Rikki Klieman : Kathy Berson, l’avocate du groupe Montecito
- Anna Pheil : Erika, la barmaid
- Cheryl Ladd (V. F. : Céline Monsarrat) : Jillian Deline.
- Michael B. Silver : Steve Levin, le psychologue
- James Caan (V. F. : Georges Claisse) : Edward Melvin « Big Ed » Deline

## Épisode 1:Sorties de secours
- États-Unis : 28 septembre 2007 sur NBC

- Michael McGrady
- Jelynn Sophia
- Richard Burgi
- Sonny D'Angelo
- Benjamin Burdick
- Lou Saliba
- Stephen DeCordova
- Bernard Addison
- James Caan
- Nikki Cox

Le détective Max met la pression sur Danny et Delinda pour le meurtre du père de Mary qui s’est volatilisée ; quant à Mike et Mitch, ils soupçonnent un troisième tireur pour disculper leurs amis. Sam s’en sort vivante en balançant Peterson en plein vol. La police finit par trouver le coupable et Ed Deline s’évanouit dans la nature. 

## Épisode 2:Tout peut arriver
- États-Unis : 28 septembre 2007 sur NBC

- Montgomery Gentry
- Geoffrey Owens
- Roger Ranney
- Jaclyn Kerhulas
- Patrick Piekarski

Le Montecito a un nouveau propriétaire, A.J. Cooper. Mike essaie de démasquer un médecin tricheur. Sam consulte un psychologue à cause de visions de mort et Danny et Delinda tentent d’appréhender leur nouvelle vie de couple et leur futur bébé qui fait le buzz dans tout l’hôtel.

## Épisode 3:La compétition est lancée
- États-Unis : 5 octobre 2007 sur NBC

- Gigi Rice
- Rachel Boston
- Ron Perkins
- Maura Soden
- Alex Craig Mann
- Brian Kubach
- Adrienne Janic

## Épisode 4:Sans queue ni tête
- États-Unis : 12 octobre 2007 sur NBC

- Erin Cardillo
- Erich Anderson
- John Kapelos
- Rebecca Staab
- Bart Johnson

Le Montecito accueille un concours de bikinis dont la gagnante remportera 1 million de dollars ce qui pousse les candidates à quelques excès dont Mike fait les frais. Danny prend son nouveau poste un peu trop au sérieux au point que Delinda se sente négligée.

## Épisode 5:Cours Cooper, cours
- États-Unis : 19 octobre 2007 sur NBC

- James Eckhouse
- Jillian Armenante
- Sam Lerner
- Michael McGrady
- Jason Alan Smith
- Amanda Gallo
- Liam Parsekian
- Shawn Tapiwa Mims (rappeur)
- Brooke DeBetties

Cooper convoque Danny et Mike de bonne heure pour une réunion dans la suite et ils tombent sur une fille morte, allongée dans son lit auprès d'un homme calme qui vient de prendre une douche…

## Épisode 6:Parfaite... ou presque
- États-Unis : 26 octobre 2007 sur NBC

- Larry Manetti
- Roger E. Mosley
- Rochelle Aytes
- Rachel Cannon
- Rick Peters
- Steve Paymer
- James Earl
- Gregory Daven

C’est halloween dans le Montecito et tout le monde se déguise.
Cooper décide de suivre Sam pour comprendre son travail, ce qui gêne ses baleines. Mike 
présente sa petite amie à ses amis puis découvre qu’elle lui ment sur son identité.
Delinda fait la connaissance d’une future maman dans la salle d’attente d’une pédiatre et lui offre le poste de chef cuisinier ce qui s’avère être une grave erreur.

## Épisode 7:Le Défenseur de ces dames
- États-Unis : 2 novembre 2007 sur NBC

- Dorian Brown
- Troy Ruptash
- Art LaFleur
- David O'Donnell
- Patrick Malone
- Shawn Carter Peterson
- Natasha Pavlovich
- Jackson Brundage

## Épisode 8:Un geste pour la planète
- États-Unis : 9 novembre 2007 sur NBC

- Gail O'Grady
- Charles Mesure
- James Hyde
- Newell Alexander
- E.E. Bell
- Lisa Jay
- Obie Sims
- Dawn Stern

## Épisode 9:Un pardon difficile
- États-Unis : 16 novembre 2007 sur NBC

- William Forsythe
- Ernie Hudson
- Blake Gibbons
- Missy Doty
- Khadijah
- Ken Luckey

Angoissé par l’arrivée prochaine de son bébé et submergé par son boulot, Danny reçoit la visite inattendue de son oncle disparu depuis près de 25 ans. Et à la suite d'un différend, Cooper renvoie Sam pour avoir manquer de respect envers une baleine.

## Épisode 10:Gaz à tous les étages
- États-Unis : 30 novembre 2007 sur NBC

- William Forsythe
- Ernie Hudson
- Patrick Fabian
- Steel Panther
- Enuka Okuma
- Jennifer Sommerfeld
- Matt Riedy
- Ted Garcia

## Épisode 11:Les 3 Esprits de Noël
- États-Unis : 7 décembre 2007 sur NBC

- Graham Beckel
- Erica Gluck
- Jenny Cooper
- Julie St. Claire
- Vik Sahay
- Caryn Mower
- Dailyn Matthews
- Terrence Evans

## Épisode 12:À cheval!
- États-Unis : 4 janvier 2008 sur NBC

- J.C. Chasez
- Grainger Hines
- Ted Allen
- Chris Marrs
- Missy Doty
- Kristen Miller
- Deena Dill

## Épisode 13:La chasse est ouverte
- États-Unis : 11 janvier 2008 sur NBC

- Marika Dominczyk
- Christopher Wiehl
- Dorian Gregory
- Ana Alexander
- Leonard Donato
- Patrick Brown

## Épisode 14:Elle court, elle court la rumeur
- États-Unis : 18 janvier 2008 sur NBC

- Brady Smith
- Regan Burns
- Dierdre Holder
- Aimee-Lynn Chadwick
- Petrea Burchard
- J.J. Boone

## Épisode 15:Boire et déboires
Pour les articles homonymes, voir Boire et Déboires (homonymie).

## Épisode 16:À qui le tour?
- États-Unis : 1er février 2008 sur NBC

- Rick Hoffman
- James Madio
- Ilia Volok
- James Earl
- Julian Starks
- Tracy Miller

## Épisode 17:Bingo!
- États-Unis : 8 février 2008 sur NBC

- Kathryn Joosten
- Teddy Sears
- Terry Bradshaw
- Tammy Tavares
- René Ashton
- Susan Grace

## Épisode 18:En toute discrétion...
- États-Unis : 15 février 2008 sur NBC

- David Wells
- Jason Brooks
- Ari Zagaris
- Kevin Brief
- Charles C. Stevenson Jr.

## Épisode 19:Tout début à une fin
- États-Unis : 15 février 2008 sur NBC

- James Blunt
- Charlie Koznick
- Patricia Belcher
- Willie C. Carpenter
- Anna Maria Horsford
- Lou Beatty Jr.